# Бејзбол клуб Чирикли
БК Чирикли (у преводу са ромског: птица) био је бејзбол клуб из Котежа, Београд. Основан је око 13. новембра 2002. а угашен вероватно пре 2009. Био је први и до сада једини ромски бејзбол клуб у Србији и тадашњој СР Југославији.

## Историја
Бејзбол клуб Чирикли је био основан негде око 13. новембра 2002. године у Котежу. Идејни вођа оснивања овог клуба је био један од ромских лидера у Србији Драгољуб Ацковић, а помогли су му и Џемо Рамадановић, у то време тренер у боксерском клубу Партизан, и његов пријатељ Бајрам Комина. Приликом једног неформалног разговора Ацковића и Комине са индијским дипломатама у амбасади Индије у Београду, одржаном пар месеци пре 13. новембра 2002, дипломате су дошле на идеју да у СРЈ оснују бејзбол клуб. Према речима Бајрама Комине за Глас јавности бејзбол је јако популаран у Индији, а пошто су Роми пореклом одатле - имали су сјајну сарадњу са њима, а једна од идеја иза клуба је била и извлачење Ромске деце са улица.
Први директор клуба је био Џемо Рамадановић, који је пре тога био добар боксер са једном титулом шампиона Југославије, а тренер је био Иван Раденковић, који није Ром, и који је тај посао обављао волонтерски. Тренирали су на бејзбол стадиону на Ади Циганлији, а поред ромске деце из Котежа су им се касније придружили и Роми из Малог Мокрог Луга и Земуна. Циљ клуба је био да их Бејзбол савез СРЈ укључи у другу лигу, а Савез им је био обећао и помоћ око снабдевања опремом за игру.

## Гашење
Нема много доступних информација о судбини овог клуба, међутим пошто на сајту Бејзбол савеза Србије од 2009. године није било тог клуба у Првој лиги, а нема ни своју страницу на интернету - клуб је вероватно угашен нешто пре 2009.